# Лието, Антонио
 Антонио Лието  (итал. Antonio Lieto; 18 декабря 1983) — итальянский когнитивист и информатик, специалист в искусственном интеллекте, вычислительных моделях познания, немонотонных рассуждениях, когнитивной архитектуре .

## Творческая биография
В 2012 Лието защитил докторскую диссертацию в Университет Салерно по представлению знаний, предложив гибридную когнитивную систему представления знаний, которая сочетает концептуальные пространства Питера Джерденфорса с онтологиями для ответа на вопросы естественного языка. Он также был изобретателем минимальной когнитивной сетки 
 и изобретателем немонотонной логики TCL
.
Был приглашенным исследователем в Университете Карнеги-Меллона и Лундском университете, а также исследователем и консультантом в Национальном исследовательском ядерном университете «МИФИ» (Московский инженерно-физический институт). В 2020 он был избран почетным спикером на Ассоциация вычислительной техники.
Был вице-президентом Итальянской ассоциации когнитивных наук.

## Основные сочинения
- Cognitive Design for Artificial Minds. (2021) London/New York, Routledge (Taylor and Francis). ISBN 978-1138207929.
- A Storytelling Robot Managing Persuasive and Ethical Stances via ACT-R: An Exploratory Study. Augello, A, Città, G., Gentile, M. Lieto, A. (2021). International Journal of Social Robotics, 1-17.
- A description logic framework for commonsense conceptual combination integrating typicality, probabilities and cognitive heuristics, Lieto, A., & Pozzato, G. L. (2020).  Journal of Experimental & Theoretical Artificial Intelligence, 32(5), 769-804.
- The knowledge level in cognitive architectures: Current limitations and possible developments. Lieto, A., Lebiere, C., & Oltramari, A. (2018). Cognitive Systems Research, 48, 39-55.
- Dual PECCS: a cognitive system for conceptual representation and categorization. Lieto, A., Radicioni, D. P., & Rho, V. (2017). Journal of Experimental & Theoretical Artificial Intelligence, 29(2), 433-452.
- A common-sense conceptual categorization system integrating heterogeneous proxytypes and the dual process of reasoning. Lieto, A., Radicioni, D. P., & Rho, V. (2015). In Twenty-fourth international joint conference on artificial intelligence.
- Influencing the Others' Minds: An Experimental Evaluation of the Use and Efficacy of Fallacious-Reducible Arguments in Web and Mobile Technologies. Lieto, A., Vernero, F. (2014). PsychNology Journal. 12 (3): 87–105.